# Spark Matsunaga
Spark Masayuki Matsunaga, meglio noto come Spark Matsunaga (Kukuiula, 8 ottobre 1916 – Toronto, 15 aprile 1990), è stato un politico statunitense.

## Biografia
Ha ricoperto la carica di Senatore degli Stati Uniti per le Hawaii dal 3 gennaio 1977 fino alla morte, avvenuta il 15 aprile 1990: al suo posto, l'allora Governatore dello Stato delle Hawaii, il Democratico John Waihee, ha nominato (il 16 maggio 1990) il Democratico Daniel Akaka.